# Királyi fenség (Thomas Mann)
A Királyi fenség Thomas Mann egyik korai regénye, amelyet 1906 és 1909 között írt. Az író által regényformában írt vígjátéknak aposztrofált mű Thomas Mann és későbbi felesége, Katharina Pringsheim (Katia Mann) megismerkedését és románcát tartalmazza mesébe ágyazott formában. A művet a korabeli kritika sekélyesnek, az íróhoz méltatlannak ítélte. A mű első magyar fordítása 1912-ben jelent meg; a magyar könyvismertető szerint „A királyi fenség, ha hajszállal kisebb méretű író írja meg mint Mann, sablonregénnyé sekélyesedik.”

## A regény cselekménye
|  | Alább a cselekmény részletei következnek! |

### A herceg neveltetése és hivatása
A regény a 19-20. század fordulóján, a kitalált német nagyhercegségben (Grimmburg) játszódik, amely Trümmerhauff gróf, dr. Krippenreuther és doktor Knobelsdorff báró erőfeszítéseinek ellenére a gazdasági összeomlás szélén áll, súlyos államadóssággal terhelten. A mezőgazdaság elmaradott, a bánya kimerült, a vasút veszteséges, az egyetem provinciális. A gyógyhatású Ditlinde-forrás szerényen jövedelmez, az országban elszórt számtalan kastély felújításra szorul. A helyzet jelképe a régi kastély udvarában álló ősi rózsatő, amelynek a különleges virágai illat helyett dohszagot árasztanak.
A nagyherceg egyetlen fia, Albrecht beteges természetű, nem várják, hogy magas kort érjen meg, ezért nagy az öröm, hogy még egy hercegfi születik, Klaus Heinrich. Az újszülöttnek azonban a bal keze atrófiás. Az udvari orvoson kívül a szülésnél a nagyherceg kívánságára egy zsidó orvos, Dr. Sammet is jelen van, ami elmagyarázza az apának, hogy a születési rendellenességet a csíralemez fejlődésében beállt mechanikus gátlás okozta. A helyzet sokkal súlyosabb is lehetett volna, mert az amniotikus fonalak akár amputálhatták volna a gyermek karját. A nagyherceg megnyugtatására egyik tanácsosa felidézi azt a régi jóslatot, amely szerint a hercegi házból egy félkezű herceg támad, aki többet fog adni az országnak fél kézzel mint mások kettővel. Ennek ellenére, az ifjú herceg fogyatékosságát elrejtik, hogy a látása ne váltson ki sajnálatot a közrendűekből.

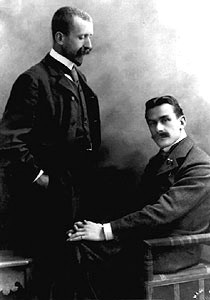
Heinrich és Thomas Mann

Klaus Heinrich testvéreivel együtt nő fel. A két évvel fiatalabb Ditlinde hercegnővel sokkal több időt van együtt, mint hat évvel idősebb bátyjával. Mindketten helyzetüknek megfelelő nevelést kapnak, először egy svájci pap özvegyétől, akinek a legszigorúbb fegyelmező eszköze az volt, hogy szomorúan nézett. Klaus Heinrich herceget mindenki kiváltságos mivoltára („te kényes, te fényes”) figyelmezteti, így egész gyermekkorát elszigeteltségben és védelemben tölti. A két fiatalabb testvér legkedvesebb időtöltése a „kurkászás”, azaz a régi kastély ismeretlen termeinek és tárgyainak a felfedezése. Egy ilyen alkalommal találkoznak a kastélyban eltévedt udvari szállítóval, Hinnerke cipésszel, aki megismerteti őket azzal, hogy a lakájok udvariassága és látszólagos szolgálatkészsége mögött milyen semmirekellőség rejtőzik.
Később Klaus Heinrich számára a Fácányosnak nevezett vadászkastélyban rendeznek be iskolást, néhány megfelelően kiválasztott osztálytárssal. A konviktus vezetője, Kürtchen professzor, tapintatosan megbeszéli a herceggel, hogyan jelezze, ha válaszolni kíván a feltett kérdésre. A herceg kiváltságos helyzete miatt természetesen nem tud baráti vagy bajtársi viszonyba kerülni osztálytársaival. Majdnem baráti azonban a kapcsolata a különc segédtanárral, dr. Raoul Überbeinnal. Überbein doktor előnytelen külsejű, szegény sorsú fiatalember, „akit megtépáztak az élet viharai,” ezért úgy érzi, hogy különleges tisztelet illeti. Klaus Heinrichet nem kezeli a többi tanárhoz hasonlóan, ezzel sikerül közel kerülnie hozzá. Amikor sor került arra, hogy Klaus Heinrich a hagyományoknak megfelelően a nyilvános gimnáziumban végezze az utolsó évet, Überbein doktor mentorként mellette maradt, a herceg nyomatékos óhajára.
Ebben az időben egy kínos esemény történt: az éves polgárbálon Klaus Heinrich lelkesen táncolt és együtt ünnepelt a város fiatalságával és élvezte, hogy része lehet a sokadalomnak. Amikor azonban Überbein doktor, aki rövid időre magára hagyta a herceget, éjfél körül ismét rábukkant a bálteremben, méltatlan körülmények között találta: Klaus Heinrich fején egy bóléstál fedele billegett, és ruhája rangjához nem megfelelő virág- és egyéb díszítéssel ékeskedett. A doktor közbeavatkozott, és eltávolította a herceget a bálból. Az eset látszólag hamar feledésbe merült, de nagy hatással volt a herceg további fejlődésére.
Klaus Heinrich tetszetős formaságként leteszi az érettségi vizsgát, melyen sűrűn visszatérő kérdés volt az „Ugyebár, nagyhercegi fenség?”. Ezt követően egy évig egyetemre jár, ahova Überbein doktor ismét elkíséri. Hadnagyi rangban belép a gárdadragonyosokhoz és egy évig katonai szolgálatot teljesít – természetesen ezt is kiváltságos helyzetének megfelelően. Utána tanulmányútra küldik, melynek többek között az a célja, hogy bevezesse a herceget a felnőtt életbe; az erre a célra kiválasztott kisasszonnyal való ismeretség „elmélyülése” nem hagyott Klaus Heinrichben „helyeslő tudomásulvételnél mélyebb nyomokat”.
A nagyherceg halála után a korona az idősebb fivérre, II. Albrechtre száll, aki azonban a számára terhes reprezentációs kötelezettségeket hamarosan öccsére, Klaus Heinrichre ruházza át, egyúttal a „királyi fenség” címet adományozva neki. Ezt követően Klaus Heinrich magas hivatásának él: hol új városháza alapkövét fekteti le, hol a veteránok parádéján vesz részt, hol díjakat oszt a halásznapon, és mindenhol nagy népszerűségnek és tiszteletnek örvendett. A hivatása gyakorlásához szükséges tárgyi ismereteket alkalomszerűen szerezte meg, hogy a kellő pillanatban és megfelelő formában felhasználhassa. Az élete fárasztó és kimerítő volt, de nem fűtötte lelkesedés, nem tanúsított buzgalmat semmiféle közéleti kérdésben.

### Találkozása Imma Spoelmannal

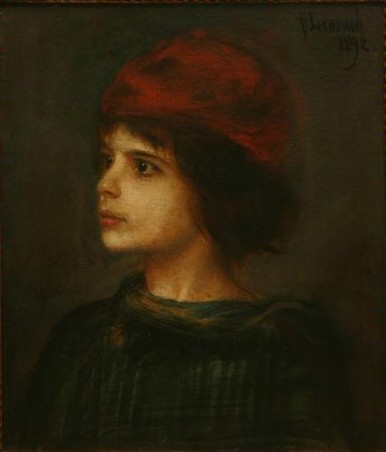
Katia Mann

Egy napon a nagyhercegség székvárosában felbukkan az amerikai milliárdos Samuel Spoelmann, hogy a Ditlinde-forrásnál kúrálja magát. A gyógyvíz olyan jó hatással van rá, hogy egy év múlva Spoelmann, Imma nevű lánya és ennek társalkodónője, Löwenjoul grófnő, illetve orvosa Dr. Watercloose véglegesen a nagyhercegségbe költöznek. Spoelmann megvásárolja a Delfintanya nevű hercegi kastélyt.
A Spoelmann család hamarosan a figyelem középpontjába kerül, annak ellenére, hogy Samuel Spoelmann személy szerint inkább embergyűlölő és keveset tesz azért, hogy népszerűvé váljon. Megengedi azonban a népnek a szabad bejárást a kastélyparkba, engedi, hogy megfigyeljék teaivás közben és a megfelelő alkalmakkor ugyanakkora összegeket adományoz, mint a hercegi ház; ennek megfelelően magához vonzza a kéregetőket, szélhámosokat és mindenféle feltalálókat. Imma lánya azzal hívja fel magára a figyelmet, hogy matematikát tanul az egyetemen, de azzal is, hogy különös eréllyel lép fel az útját elálló őrezreddel szemben. Löwenjoul grófnő attól különleges hogy időnként össze-vissza beszél szemérmetlen nőszemélyekről, akik üldözik őt, ezért kéri hogy nevezzék őt egyszerűen Meyerné asszonynak.
Miután véletlenül tanúja volt Imma és az őrezred jelenetének, Klaus Heinrich „véletlenül” (valójában a herceg kérésére de. Überbein és dr. Sammet által megszervezetten) összetalálkozik Immával. Noha Imma gúnyosan, sértően viselkedik, felébreszti a herceg érdeklődését. Klaus Heinrich meglátogatja a lányt a Delfintanyán azzal az ürüggyel, hogy szeretné megnézni az apja üveggyűjteményét. Imma továbbra is felsőbbségesen viselkedik a herceggel szemben, és többször a szemére veti, hogy nincs valóságos feladata az életben, csak a látszatnak él. Különösen rossz néven veszi, hogy nem elég elnéző Löwenjoul grófnéval szemben, aki a balsors elől a lelki összeomlásba menekült. Imma apja sem kedveli a fiatalembert, akinek nincs valódi foglalkozása és aki kellemetlen kérdést tett fel az Európába településük felől. Spoelmann erről a témáról nem szívesen beszél, mert úgy érzi, hogy Amerikában megbélyegezték negyedrészbeni indián származása miatt.
Ennek ellenére Klaus Heinrich herceg és Imma Spoelmann többször találkoznak a Delfintanyán, illetve együtt lovagolnak a környéken. Míg a közvélemény lelkesen figyeli a kialakuló románcot, Dr. Überbein emlékezteti a herceget a bóléstálra, illetve hercegi rangjával járó kötelességeire.
Klaus Heinrich minden kísérlete, hogy együttléteik alkalmával meggyőzze Immát érzelmeiről, megbukik azon, hogy Imma ezeket az érzelmeket is ugyanolyan látszólagosnak tartja, mint azt az érdeklődést, amelyet a herceg reprezentációs kötelezettségei alkalmával mutat. Egy nap azonban Knobelsdorff államminiszter megbeszélést kezdeményez a herceggel az ország katasztrofális gazdasági helyzetéről. Klaus Heinrich először szembesül a valós tényekkel, és ez olyan hatással van rá, hogy rögtön közgazdasági tanulmányokba kezd. Imma először nem érti Klaus Heinrich látszólagos visszavonultságát, de utána ő is részt vesz a tanulmányokban, és így a hercegnek sikerül közel kerülnie a lányhoz. A regény egyik kulcsjelenetében Imma felfedezi a herceg elsorvadt kezét és rájön, hogy a hercegnek is jutott az életben leküzdeni való nehézség.
Knobelsdorff kezdeményezésére Immát bemutatják az udvarban, és elkezdik előkészíteni az eljegyzést, amelyet kezdetben az uralkodó is, Spoelmann is ellenez. Megegyeztek abban, hogy a házasság először csak morganatikus lesz, amíg a világ hozzászokik, de mihelyt megmutatkozik, hogy gyermekáldás várható, Immát egyenrangúnak nyilvánítják és a nagyhercegi ház hercegnőjének a rangjára emelik. Samuel Spoelmann a maga részéről nagy összegű kölcsönt nyújt az államnak, „méghozzá olyan atyai feltételekkel, hogy a kölcsön már-már ajándékozásnak is beillik.” A regény a fényűző esküvő leírásával végződik.

## Önéletrajzi vonatkozások
A főszereplők magát Thomas Mannt és feleségét, Katia Pringsheimot rejtik. Az író lánya, Erika Mann elmondása szerint „apám, amikor a könyvön dolgozott, kölcsönkérte anyámtól azokat a leveleket, amelyeket az udvarlás idején írt neki … részben fel is használta azokat.”
A főszereplő Klaus Heinrich herceg, ugyanazt a nevet kapta, mint Thomas Mann legidősebb fia (Klaus az anya ikertestvére és Heinrich az apa bátyja után). Albrecht trónörökös előképének Heinrich Mann tekinthető. Évtizedekkel a regény megjelenése után, amikor Thomas Mann fivéréről beszélt, kapcsolatba hozta őt a Királyi fenséggel. Ebben a korszakban az olvasóközönség figyelme ugyanúgy megoszlott a két testvér között, mint a regényben a nép rokonszenve a két herceg között.
Katia Pringsheim messze a legjobb parti volt, akit Thomas Mann a századforduló müncheni világában találhatott magának. A hasonlóság Katia és Imma között nem kizárólag az anyagi helyzetükre vonatkozik: jellemző az a fölényesség is, amellyel Imma első találkozásaik alkalmával kezelte a herceget. (Katia Mann később ezt az ábrázolást eltúlzónak nevezte). Imma erélyes fellépése az őrezreddel szemben szintén valós eseményen alapul: 1904-ben Katia ugyanilyen modorban érvényesítette akaratát a villamoson a jegyellenőrrel szemben. A párhuzamosság kimutatható abban is, hogy mind Katia, mind Imma algebra-tanulmányokat folytattak. A közös lovaglások mintája az Isar-pari biciklitúrákban lelhető fel, amelyek során Thomas Mann elnyerte a felesége kezét.
Spoelmann magatartása a fiatal herceggel szemben híven tükrözi azt a büszkeséget, amivel a Pringsheim család és különösen Katia nagyanyja kezelte az írót. Spoelmann érzései a család indián származásával kapcsolatban annak a megbélyegzésnek felelnek meg, amit a Pringsheimok zsidóságuk miatt éreztek.

## Kortörténeti vonatkozások

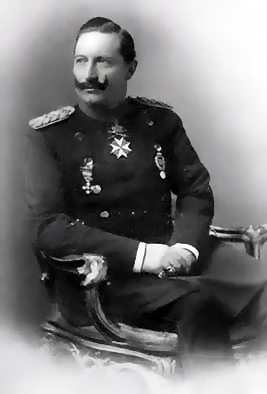
II. Vilmos német császár

A regényben minden meseszerűség mellett jelen van a Vilmos-kori Németország is. A kis Grimmburg állam egyértelmű hasonlóságot mutat a néven nem nevezett Mecklenburg-Schwerin nagyhercegséggel. Az előkelő, ámde elszegényedett ifjú Klaus Heinrich viszonya alacsonyabb rangú, ámde vagyonos osztálytársaihoz hasonlít az akkori mecklenburgi nagyherceg és a gazdag előpomerániai von Putbus herceg viszonyához.
Klaus Heinrich elsatnyult keze a kor olvasóközönsége számára egyértelmű utalás volt: II. Vilmos német császárnak szintén sorvadásos volt a bal keze, amit jellemzően igyekezett elrejteni.
A regény több szereplőjének a neve a porosz történelemből ismert. A gimnáziumi illetve egyetemi és katonai élet ábrázolása, a polgárbálok, a szabadkihallgatások szokása mind jellemzőek az első világháború előtti Németországra.

## Magyarul
- Királyi fenség. Regény, 1-2.; ford. Biró Lajos; Singer-Wolfner, Bp., 1911 (Egyetemes regénytár)
- Királyi fenség. Regény, 1-2.; ford. Biró Sándor, Szederkényi Anna; Dante, Bp., 1930 (Halhatatlan könyvek)
- Királyi fenség. Regény, 1-2.; ford. Szöllősy Klára, utószó Vajda György Mihály; Szépirodalmi, Bp., 1958

## Fordítás
- Ez a szócikk részben vagy egészben  a   Königliche Hoheit című német Wikipédia-szócikk ezen változatának fordításán alapul.  Az eredeti cikk szerkesztőit annak laptörténete sorolja fel. Ez a jelzés csupán a megfogalmazás eredetét és a szerzői jogokat jelzi, nem szolgál a cikkben szereplő információk forrásmegjelöléseként.